# Caloptilia koelreutericola
Caloptilia koelreutericola är en fjärilsart som beskrevs av Liu och Yuan 1990. Caloptilia koelreutericola ingår i släktet Caloptilia och familjen styltmalar. Inga underarter finns listade i Catalogue of Life.